# Derrick James (Boxer)
Derrick James (* 23. Januar 1972) ist ein ehemaliger US-amerikanischer Boxer im Mittel- und Halbschwergewicht und aktueller Boxtrainer.

## Trainerkarriere
Das Jahr 2017 war bislang James’ erfolgreichstes Trainerjahr – er machte unter anderem Errol Spence zum Weltmeister des Verbandes IBF im Weltergewicht (Spence bezwang Ende Mai jenes Jahres den Briten Kell Brook im Fußballstadion Bramall Lane in Sheffield durch klassischen Knockout in Runde 1) und verhalf Jermell Charlo dazu, seinen im Jahre 2016 im Kampf gegen John Jackson errungenen WBC-Weltmeistertitel zweimal durch klassischen K. o. zu verteidigen (am 22. April war es Charles Hatley, der in der 6. Runde schwer k. o. ging und am 14. Oktober Erickson Lubin, der bereits in der 1. Runde ausgeknockt wurde).

### Ehrungen
James wurde mit folgenden Preisen ausgezeichnet:
- Ring Magazine Welttrainer des Jahres: 2017
- Yahoo Sports Welttrainer des Jahres: 2017
- TSS Welttrainer des Jahres: 2017